# Castalius lactinatus
Castalius lactinatus är en fjärilsart som beskrevs av Butler 1885. Castalius lactinatus ingår i släktet Castalius och familjen juvelvingar. Inga underarter finns listade i Catalogue of Life.